# Фінансова допомога Україні (з 2022)
У зв'язку з російсько-українською війною Україна отримувала фінансову підтримку від окремих країн.
Коштом міжнародної допомоги Україна покриває необоронні видатки.

## 2022
На серпень 2022 року щомісячні потреби фінансування України, за даними міністра фінансів Сергія Марченка, складали близько $5 млрд.
З точки зору загальних витрат на пряму військову підтримку з лютого по листопад, США виділили $18,5 млрд, що набагато більше, ніж будь-яка інша окрема країна. Підтримку надали також Німеччина, Велика Британія, Польща, Канада, Франція, Чехія, Швеція, Естонія та Італія. Серед європейських країн найбільшу допомоги Україні надали в 2022 році Велика Британія (7,08 млрд євро), Німеччина (5,44 млрд євро, але з урахування переданих через інституції ЄС — 12,62 млрд євро) та Польща (3 млрд євро).

## 2023
Впродовж березня-квітня низка організації погодилися на фінансову допомогу Україні. Європейський Союз виділив 6 траншів військової допомоги по 500 млн євро, загалом 3 млрд євро. Європейський інвестиційний банк схвалив негайну фінансову підтримку на 668 млн євро. Світовий банк погодився надати $723 млн. Країни Міжнародної асоціації розвитку, яка є частиною Світового банку схвалили виділення 1 млрд доларів Україні.
10 травня 2023 року генеральний прокурор США санкціонував перше передання конфіскованих російських активів (на суму 5.4 млн доларів) Україні з метою відбудови. 15 травня до Конгресу США внесено законопроєкт про передачу конфіскованих російських активів Україні. 9 вересня стало відомо що США заарештували понад 1 млрд доларів російських активів які можуть передати Україні.
11 травня стало відомо що Європейська комісія розробила варіанти використання активів Росії — як приватних, так і державних — для відбудови України на суму близько 24.1 млрд євро. 25 травня згідно інформації у Financial Times представники Єврокомісії та держав-членів ЄС обговорили майбутнє відсотків, що генеруються російськими активами, розміром у 196.6 млрд євро (з яких 180 млрд євро — активи Центробанку РФ) що зберігаються у Euroclear, найбільшій у світі розрахунковій палаті.
12 травня Бельгія передала Україні 92 млн євро, отриманих від заморожених активів РФ. 8 вересня стало відомо що влада Естонії планує легалізувати конфіскацію пов'язаних із Кремлем активів для відбудови України. 11 жовтня стало відомо що Бельгія спрямує 1.7 млрд євро на підтримку України завдяки замороженим російським активам.
19 грудня стало відомо що ЄС у 12-му пакеті санкцій вперше запровадив механізм конфіскації заморожених активів. 20 грудня стало відомо що Німеччина планує конфіскувати російські активи на суму 720 млн євро.
До загального фонду державного бюджету України у 2023 році надійшло 58 млрд доларів США, що відповідає 2128 млрд гривень. З цієї суми 42,479 млрд доларів було отримано у вигляді допомоги від міжнародних партнерів, з яких 27 % становило грантове фінансування.

## 2024
У 2024 році міжнародна фінансова допомога становила 41,7 млрд доларів США.
Найбільшу фінансову підтримку Україна отримала від Європейського Союзу — 16,2 млрд євро (еквівалент 17,3 млрд доларів США). У період 2024—2027 років основна частина бюджетної підтримки ЄС надходить через інструмент Ukraine Facility, загальний обсяг якого становить 50 млрд євро. З них 38,3 млрд євро спрямовано на бюджетну підтримку (у формі кредитів і грантів), а майже 7 млрд євро — на інвестиційний складник. Ця підтримка надається відповідно до індикаторів, визначених у Плані України, затвердженому урядом. Усі індикатори на 2024 рік було виконано, хоча один із них із запізненням, що спричинило затримку виділення чергового траншу позики. Будь-яке відтермінування допомоги може поставити під загрозу фінансування оборонних потреб та військового забезпечення.
Міжнародний валютний фонд надав Україні 5,3 млрд доларів США, завдяки шостому перегляду чинної програми співпраці. Це стало досягненням, адже в попередніх програмах Україна не проходила більш як три перегляди. Хоча деякі структурні маяки виконувалися із запізненням, а їхні терміни переносилися, МВФ демонструє лояльний підхід до України, що сприяє вчасному надходженню коштів і продовженню програми. Програма МВФ залишається ключовим чинником для отримання підтримки від інших партнерів, серед яких Японія, Велика Британія, Канада та міжнародні фінансові організації, включно зі Світовим банком.
2024 рік приніс більше визначеності щодо фінансування у 2025 році: країни Групи семи домовилися про пакет допомоги на суму 50 млрд доларів США, який передбачає використання доходів від заморожених російських активів. Перші транші цієї допомоги надійшли наприкінці 2024 року. США, зокрема, виділили 1 млрд доларів, що збільшило загальну річну підтримку з боку США до 8,3 млрд доларів.